# Ctrl the Tour
Il Ctrl the Tour è il primo tour musicale della cantante statunitense SZA, a supporto del suo album in studio di debutto Ctrl (2017).

## Scaletta
Questa scaletta rappresenta quella del concerto del 20 agosto 2017 a Providence. Non è, pertanto, rappresentativa per tutti gli spettacoli del tour.
1. Supermodel
2. Anything
3. Broken Clocks
4. Go Gina
5. Drew Barrymore
6. HiiiJack
7. Child's Play
8. Normal Girl
9. Prom
10. Garden (Say It like Dat)
11. Doves in the Wind
12. Love Galore
13. The Weekend
14. Wavy (Interlude)
15. Babylon

## Date del tour
| 20 agosto 2017    | Providence    | Stati Uniti   | Fête Music Hall                 | Smino Ravyn Lenae |
| 21 agosto 2017    | Richmond      | Stati Uniti   | The National                    | Smino Ravyn Lenae |
| 22 agosto 2017    | Montréal      | Canada        | Corona Theatre                  | Smino Ravyn Lenae |
| 23 agosto 2017    | Toronto       | Canada        | REBEL                           | Smino Ravyn Lenae |
| 25 agosto 2017    | Boston        | Stati Uniti   | Royale Nightclub                | Smino Ravyn Lenae |
| 26 agosto 2017    | New York City | Stati Uniti   | Commodore Barry Park            | N.D.              |
| 27 agosto 2017    | Filadelfia    | Stati Uniti   | The Fillmore Philadelphia       | Smino Ravyn Lenae |
| 29 agosto 2017    | Grand Rapids  | Stati Uniti   | The Intersection                | Smino Ravyn Lenae |
| 30 agosto 2017    | Detroit       | Stati Uniti   | The Fillmore Detroit            | Smino Ravyn Lenae |
| 31 agosto 2017    | Chicago       | Stati Uniti   | Concord Music Hall              | Smino Ravyn Lenae |
| 1º settembre 2017 | Minneapolis   | Stati Uniti   | First Avenue                    | Smino Ravyn Lenae |
| 3 settembre 2017  | Kansas City   | Stati Uniti   | Uptown Theater                  | Smino Ravyn Lenae |
| 5 settembre 2017  | Lincoln       | Stati Uniti   | Bourbon Theatre                 | Smino Ravyn Lenae |
| 6 settembre 2017  | Englewood     | Stati Uniti   | Gothic Theatre                  | Smino Ravyn Lenae |
| 8 settembre 2017  | Paradise      | Stati Uniti   | Vinyl                           | Ravyn Lenae       |
| 9 settembre 2017  | Anaheim       | Stati Uniti   | Angel Stadium                   | N.D.              |
| 10 settembre 2017 | Sacramento    | Stati Uniti   | Ace of Spades                   | Smino Ravyn Lenae |
| 12 settembre 2017 | Santa Cruz    | Stati Uniti   | The Catalyst                    | Smino Ravyn Lenae |
| 13 settembre 2017 | Eugene        | Stati Uniti   | W.O.W. Hall                     | Smino Ravyn Lenae |
| 14 settembre 2017 | Vancouver     | Canada        | Commodore Ballroom              | Smino Ravyn Lenae |
| 16 settembre 2017 | Portland      | Stati Uniti   | Roseland Theater                | Smino Ravyn Lenae |
| 17 settembre 2017 | Seattle       | Stati Uniti   | Neptune Theatre                 | Smino Ravyn Lenae |
| 19 settembre 2017 | San Francisco | Stati Uniti   | The Warfield Theatre            | Smino Ravyn Lenae |
| 21 settembre 2017 | Tempe         | Stati Uniti   | Marquee Theatre                 | Ravyn Lenae       |
| 22 settembre 2017 | Tucson        | Stati Uniti   | Rialto Theatre                  | Ravyn Lenae       |
| 25 settembre 2017 | Los Angeles   | Stati Uniti   | The Novo                        | Smino Ravyn Lenae |
| 28 settembre 2017 | New Orleans   | Stati Uniti   | House of Blues New Orleans      | Ravyn Lenae       |
| 29 settembre 2017 | Dallas        | Stati Uniti   | South Side Music Hall           | Smino Ravyn Lenae |
| 30 settembre 2017 | San Antonio   | Stati Uniti   | Alamo City Music Hall           | Smino Ravyn Lenae |
| 1º ottobre 2017   | Austin        | Stati Uniti   | Emo's                           | Smino Ravyn Lenae |
| 3 ottobre 2017    | Houston       | Stati Uniti   | Warehouse Live                  | Smino Ravyn Lenae |
| 5 ottobre 2017    | Nashville     | Stati Uniti   | Memorial Gymnasium              | N.D.              |
| 7 ottobre 2017    | Miami         | Stati Uniti   | The Ground                      | Ravyn Lenae       |
| 8 ottobre 2017    | Tampa         | Stati Uniti   | The Orpheum                     | Smino Ravyn Lenae |
| 9 ottobre 2017    | Atlanta       | Stati Uniti   | The Tabernacle                  | Smino Ravyn Lenae |
| 11 ottobre 2017   | Greensboro    | Stati Uniti   | Cone Denim Entertainment Center | Smino Ravyn Lenae |
| 12 ottobre 2017   | Charlotte     | Stati Uniti   | The Fillmore Charlotte          | Smino Ravyn Lenae |
| 14 novembre 2017  | Los Angeles   | Stati Uniti   | The Novo                        | N.D.              |
| 10 dicembre 2017  | New York City | Stati Uniti   | Brooklyn Steel                  | Ravyn Lenae Smino |
| 11 dicembre 2017  | New York City | Stati Uniti   | Irving Plaza                    | Ravyn Lenae Smino |
| 13 dicembre 2017  | Cleveland     | Stati Uniti   | House of Blues Cleveland        | Ravyn Lenae Smino |
| 15 dicembre 2017  | Indianapolis  | Stati Uniti   | Old National Centre             | Ravyn Lenae Smino |
| 16 dicembre 2017  | Louisville    | Stati Uniti   | Mercury Ballroom                | Ravyn Lenae Smino |
| 17 dicembre 2017  | St. Louis     | Stati Uniti   | The Ready Room                  | Ravyn Lenae Smino |
| 19 dicembre 2017  | St. Louis     | Stati Uniti   | The Ready Room                  | Ravyn Lenae Smino |
| 20 dicembre 2017  | Chicago       | Stati Uniti   | Concord Music Hall              | Ravyn Lenae Smino |
| Oceania           |               |               |                                 |                   |
| 9 gennaio 2018    | Auckland      | Nuova Zelanda | Logan Campbell Centre           | N.D.              |
| 14 gennaio 2018   | Sydney        | Australia     | Enmore Theatre                  | N.D.              |
| Nord America      |               |               |                                 |                   |
| 15 gennaio 2018   | Honolulu      | Stati Uniti   | The Republik                    | N.D.              |
| 18 gennaio 2018   | Honolulu      | Stati Uniti   | The Republik                    | N.D.              |
| 31 gennaio 2018   | Filadelfia    | Stati Uniti   | The Fillmore Philadelphia       | N.D.              |
| 2 febbraio 2018   | Norfolk       | Stati Uniti   | The NorVa                       | N.D.              |
| 3 febbraio 2018   | Baltimora     | Stati Uniti   | Rams Head Live!                 | N.D.              |
| 5 febbraio 2018   | Silver Spring | Stati Uniti   | The Fillmore Silver Spring      | N.D.              |
| 8 febbraio 2018   | New Haven     | Stati Uniti   | Toad's Place                    | N.D.              |